# Ortodoncia

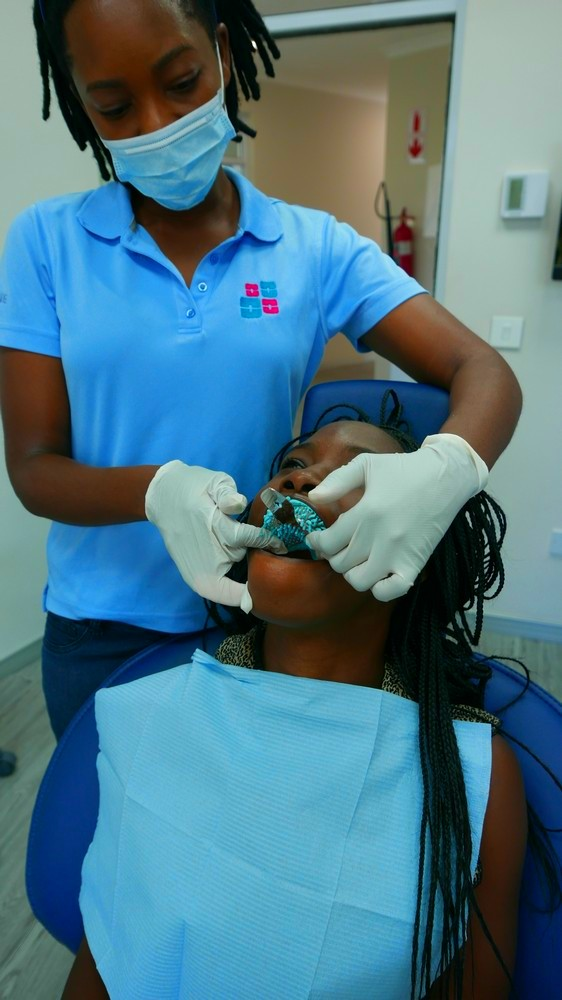
Ortodoncia en Lusaka (Zambia)

La ortodoncia (de orto-, recto o correcto, y odontos, diente) es una especialidad de la odontología y se encarga de todo el estudio, prevención, diagnóstico y tratamiento de las anomalías de forma, posición, relación y función de las estructuras dentomaxilofaciales. Su ejercicio consiste en el arte de diagnosticar, prevenir, interceptar  y corregir sus posibles alteraciones y mantenerlas dentro de un estado óptimo de salud y armonía mediante el uso y control de diferentes tipos de fuerzas. Existen los adjetivos «ortodóntico» y «ortodóncico» para referirse a lo relacionado con esta disciplina.
El afán por corregir los dientes apretados, irregulares o salientes es muy antiguo, pues hay constancia de que ya en el siglo VIII a. C. se intentaba solucionar tales anomalías. Entre los hallazgos etnográficos del mundo griego y etrusco figuran aparatos ortodónticos de magnífico diseño.

## Estructuras dentomaxilares
Se entiende por estructuras dentomaxilares todo el conjunto de dientes con sus procesos óseos alveolares, que le dan fijación a los maxilares, además de los propios huesos maxilares —superior e inferior (mandíbula)— que contienen a los procesos alveolares y a los dientes a la par que dan forma a los dos tercios inferiores de la cara.
Históricamente, la ortodoncia se ha dividido en dos grandes apartados o tendencias que han centrado su estudio, diferenciándose en dar una mayor preponderancia al aspecto dental, o al aspecto óseo, de acuerdo con la antropología física.
Por un lado, se denomina ortodoncia a la ciencia que idealiza la posición de los dientes y sus procesos alveolares;  por otro, la que los estudia, desde una visión más amplia, los maxilares en su desarrollo, a la que genéricamente se denomina «ortopedia dentofacial». Ambos aspectos poseen criterios distintos, aunque la realidad es que se solapan frecuentemente. Por ello, ambos conceptos se integran bajo el concepto genérico de «ortodoncia» entendido en su sentido integrador, que estudia y trata globalmente a cada paciente según sus peculiaridades.

## Tratamiento de ortodoncia

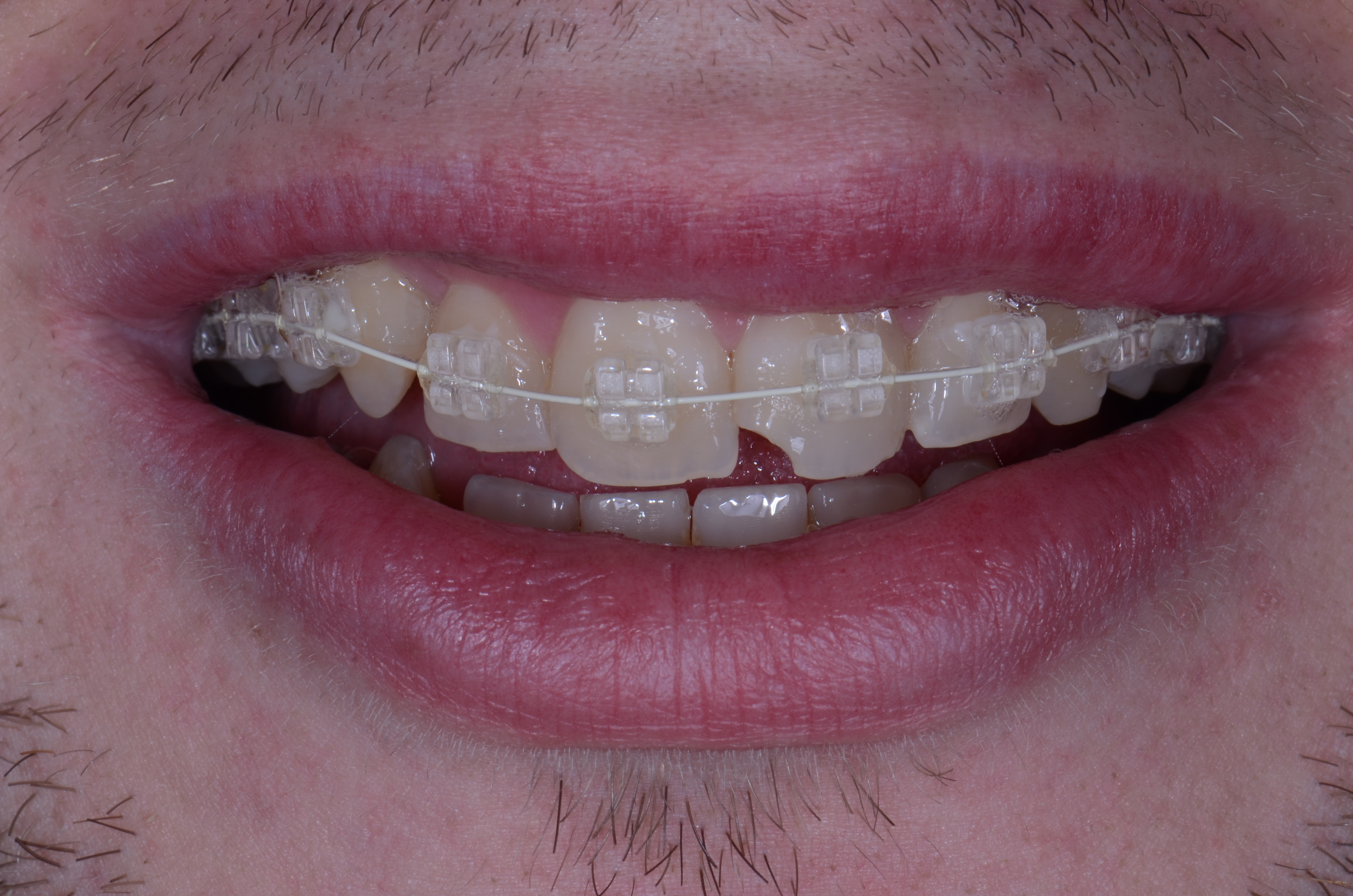
Aspecto de los aparatos de ortodoncia estética.

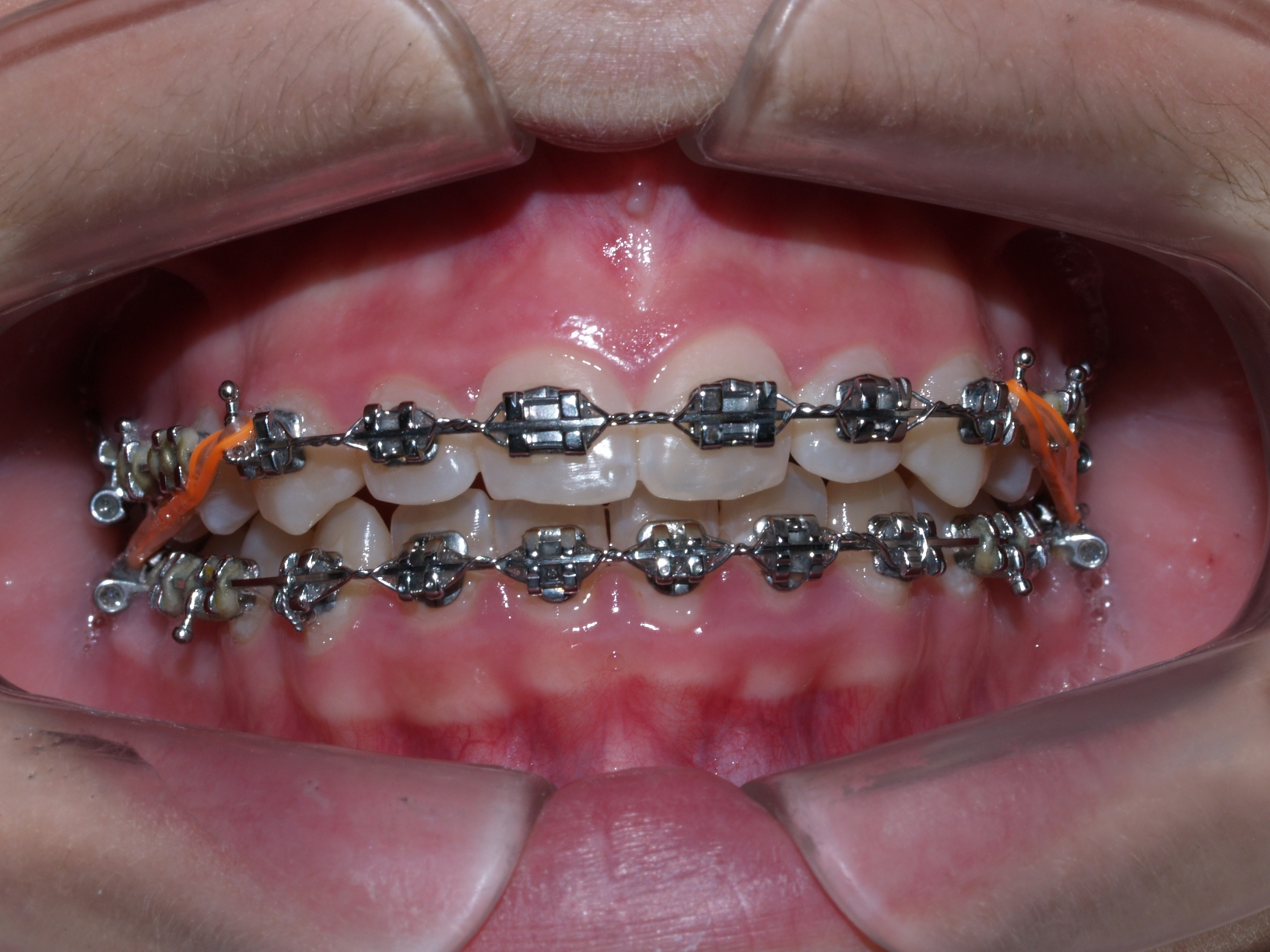
Aparatología fija. Brackets gemelares de adhesión directa en ambas arcadas dentarias. Las ligaduras metálicas en "8" en la zona anterior, y elásticas en la posterior sujetan un arco de acero de sección rectangular. Unos elementos elásticos de látex de Clase II reducen el resalte incisal.

El tratamiento de ortodoncia se puede realizar de dos maneras según el tipo de fuerzas que se apliquen y son las siguientes:
- La técnica fija mediante aparatología fija. Está compuesta de elementos adheridos a los dientes —bandas y brackets— a los que se anclan firmemente unos finos arcos elásticos de aleación metálica — níquel-titanio — mediante un conjunto de ligaduras.[6]
- Los removibles son los que permiten ser retirados de la boca por el propio paciente. Ello le permite quitárselos durante la higiene oral y en las comidas. Estos aparatos, cuando tratan problemas dentales, tienen sus indicaciones específicas que no suplen a la ortodoncia fija, si bien solucionan algunas maloclusiones sencillas con un coste económico inferior y menos molestias para los pacientes. En cambio, suelen ser ampliamente empleados en ortopedia de los maxilares, con resultados muy diversos, pero siempre con mayor ámbito de uso que la ortodoncia multibrackets. Se utilizan, sobre todo, como tratamiento en dentición temporal (temprana o infantil), donde pueden llegar a corregirse determinados estados patológicos diagnosticados a tiempo, hasta tal grado que el tratamiento en la dentición permanente sea muy específico o incluso innecesario.

En muchas ocasiones los pacientes precisan de ambas técnicas para la resolución de sus problemas dentales.
Un tipo específico de aparatos removibles son los alineadores transparentes, que han dado lugar a un tipo de tratamientos que se pueden denominar como ortodoncia invisible, ortodoncia plástica, ortodoncia transparente u ortodoncia de alineadores.

### Fases dentomaxilares
Los tratamientos en dos fases consisten en lo siguiente: una primera removible, realizada a edad temprana, con una intención fundamentalmente interceptiva u ortopédica y una segunda fase de ortodoncia fija realizada a mayor edad, cuando ya se ha producido o está a punto de producirse el recambio dentario completo. 
- Existe una estrecha relación entre la ortodoncia y la fonoaudiología (foniatría o logopedia en algunos países), la cual colabora en los tratamientos, acortándolos. El procedimiento fonoaudiológico estructural para la modificación de la respiración bucal, la deglución atípica y las dislalias, logra modificar la función muscular oral y perioral permitiendo que se desarrollen los maxilares y se conserven los resultados ortondóncicos obtenidos.
- La corrección de las deformidades severas faciales y maxilares que alteran de manera notable la estética, la función oral y el bienestar psicológico de los pacientes, requiere una solución quirúrgica del problema, sobre todo en adultos, cuando el tratamiento ortopédico es imposible, pues terminó la capacidad remodeladora del desarrollo, así como las posibilidades ortopédicas de interferir sobre el mismo. A este abordaje específico de cirugía máxilofacial y ortodoncia se le denomina cirugía ortognática y debe ser realizada de manera interdisciplinar, desde el inicio del diagnóstico por parte del dentista y del cirujano máxilofacial, hasta obtener el resultado final deseado.
- La ortodoncia moderna se interrelaciona ampliamente con el resto de las disciplinas dentales, y el ortodoncista tiene que conocer las limitaciones y los recursos del resto de las disciplinas para poder integrar sus tratamientos desde una visión más amplia que la meramente ortodóncica. Se practica generalmente en equipo, llamados tratamientos multidisciplinares, pues necesitan el apoyo de otros especialistas en diferentes aspectos, como son la periodoncia, la prótesis, la estética dental, etc., que por separado no podrían conseguir los objetivos previstos.

## Ortodoncista
Es el dentista que ejerce la ortodoncia. El «día mundial del ortodoncista» es el 26 de septiembre. El arte y la ciencia de la «ortodoncia» tiene una historia muy larga e interesante; por este motivo, muchos profesionales en el área de la odontología celebran este día en su honor.
La ortodoncia se estudia en las Facultades de Medicina o de Odontología con periodos de formación posgraduada de tres años.
Los dentistas y odontólogos que tratan los problemas de malposición dentaria o de maloclusión de los maxilares se reúnen en sociedades científicas o en asociaciones profesionales para potenciar el desarrollo científico de la ortodoncia, así como para promover campañas dirigidas a aumentar la salud bucodental de la población. En España la sociedad científica que aglutina a todos aquellos dentistas con interés en la disciplina de la ortodoncia es la Sociedad Española de Ortodoncia; a nivel internacional cabe mencionar la Federación Iberoamericana de Ortodoncia.

## Apiñamiento dental
La «ortodoncia» trata de la corrección de las irregularidades dentofaciales y disarmonías dentales para lograr una condición estética y funcional más favorable. 
El «apiñamiento dental» puede ser «leve», «moderado» o «severo». La clasificación más utilizada en la literatura y en la clínica ortodoncial es la propuesta por Van der Linden y está basada tanto en la cronología de la aparición del problema como en sus factores causales. Según este autor se distinguen tres tipos de apiñamiento: «primario», «secundario» y «terciario». Esta clasificación no es excluyente, ya que un mismo individuo puede tener los tres tipos.
Frecuentemente, se relaciona a la ortodoncia con «dientes chuecos» (malposiciones dentarias o apiñamiento dental), pero realmente se encarga de la corrección de muchas otras alteraciones que dan como resultado estas malposiciones, las cuales pueden ser adquiridas o deberse a factores hereditarios.
El apiñamiento dental es un problema no solo estético, sino también funcional, pues afecta a la mordida del paciente, pudiendo provocar dolores musculares en la mandíbula y deteriorar los dientes por el desgaste desigual, además de las dificultades para mantener una buena higiene.
La elaboración del plan de tratamiento adecuado en un caso de apiñamiento se realiza tras decidir si la falta de espacio se puede solucionar de manera conservadora, aumentando la longitud de arcada, o si el caso requiere extracciones. 
El apiñamiento inferior recidiva en la mayor parte de casos, independientemente de si han sido tratados con o sin extracciones. En los casos tratados sin extracciones, aumenta la altura facial inferior y la tendencia a la mordida abierta. En los casos tratados con extracciones, la posición final de los incisivos y los labios es más retraída que la inicial, con lo que se produce una disminución de la convexidad del tercio facial inferior.

## Alteraciones
Entre las alteraciones más comunes se encuentran:

### Prognatismo
Es un adjetivo que define una posición adelantada de la mandíbula, y puede referirse a la posición del hueso o de los dientes inferiores, en casos severos se requiere un tratamiento quirúrgico y en pacientes con problemas moderados es posible utilizar  ciertos aditamentos fijos llamados miniimplantes (Temporary Anchorage Devices TAD) que permiten llevar hacia adelante el maxilar superior.

### Retrognatismo
Es un adjetivo que define una posición retrasada y puede referirse, como en el caso anterior, a la posición del hueso o de los dientes.

### Mordida abierta
Se produce cuando, al contactar los dientes superiores contra los inferiores, queda un espacio entre ambos, dificultando el sellado de los labios. Generalmente, sus causas son la succión digital (chupar el dedo), la deglución con empuje lingual (empujar los dientes superiores con la lengua al tragar), o hiperdivergencia de las bases óseas (maxilar y mandíbula no paralelas entre sí).

### Mordida cruzada
Es el colapso del maxilar superior, o  prognatismo mandibular, consistente en que el maxilar superior quede dentro del maxilar inferior, las cúspides vestibulares de los molares inferiores están por fuera, quedando como los no funcionales y, entonces,  las cúspides palatinas quedan como las funcionales.

### Mordida borde a borde
Es una situación limítrofe entre la mordida cruzada y la mordida normal, siendo aquella en la que al morder las cúspides contactan borde con borde.

### Diastemas
Son espacios de separación entre los dientes y que, en condiciones de normalidad, en el adulto no deben existir.

### Mordida cubierta
Se produce cuando los dientes superiores cubren a los inferiores más de la mitad de la pieza inferior, o totalmente.

### Mordida perfecta o ideal
La función masticatoria correcta depende en gran medida que las arcadas dentales de ambos maxilares cierren de forma adecuada con la finalidad de triturar los alimentos.   
Para considerar una mordida perfecta es necesario que en ambos maxilares las piezas dentales estén totalmente alineadas, que los dientes superiores en la región anterior se encuentren ligeramente por delante de los inferiores para permitir cortar los alimentos y que todo el segmento posterior de los molares superiores  muerdan por fuera de los inferiores.  
Además, es importante que cada uno de los molares del maxilar superior cierren a manera de  engranaje entre dos molares inferiores, permitiendo que las cúspides de los mismos muerdan de forma correcta sobre las fosas de su antagonista, facilitando la trituración de los alimentos y a la formación del bolo alimenticio.  
El Consejo Americano de Ortodoncia (American Board of Orthodontics)  fundado en 1929 estableció estos parámetros ideales de la mordida perfecta basados en evidencia científica, además de haber provisto diversas normas estéticas sobre los tejidos blandos faciales, tales como la posición ideal de los labios y mentón que pudieran verse afectadas de forma positiva por un tratamiento de ortodoncia.

### Colapso
Es un estrechamiento que se puede presentar tanto en el maxilar como en la mandíbula, lo que provoca que no exista espacio suficiente para albergar correctamente a todos los dientes.
A diferencia de las alteraciones en las imágenes anteriores, la relación normal entre maxilar superior y mandíbula guarda un patrón conocido como "tijera" (al morder, los dientes superiores cubren ligeramente a los inferiores en ausencia de malposiciones dentales).

## Tratamiento actual
Anteriormente, se pensaba que los tratamientos de ortodoncia eran exclusivamente para los niños. Sin embargo, hoy en día se sabe que pueden realizarse a cualquier edad, consiguiendo excelentes resultados. También se cree, equivocadamente, que son tratamientos que tienen como objetivo mejorar solamente la estética, pero realmente los tratamientos de ortodoncia van más allá de eso, ya que consiguen mejorar la función estética y, desde luego, la salud. También se corrigen problemas de fonética, ya que la mala posición dentaria también modifica la posición de la lengua, lo que provoca la diferente pronunciación de las palabras.
La Organización Mundial de la Salud (OMS) establece que la maloclusión es el tercer problema de salud oral en prevalencia, ya que una incorrecta alineación dental predispone a secuelas prejudiciales como dificultades para mantener una correcta higiene oral, riesgo de generar caries y enfermedad periodontal, anomalías funcionales, problemas en la articulación temporomandibular y otros problemas psicosociales.

## Aparatos[7]
Los tratamientos de ortodoncia, generalmente, se llevan a cabo con correctores dentales, que pueden ser metálicos o estéticos.

### Brackets metálicos
Se conforma por no tener ligas de goma, sino por pequeños alambres de metal para sujetar el arco de metal. Los más habituales suelen ser los apliques de acero inoxidable, por sus características y ventajas. El aparato de metal se adhiere a la superficie de los dientes y un alambre de metal flexible pasa a través de cada uno de ellos. Para asegurar el alambre se utilizan bandas elásticas o ligaduras metálicas. Este factor es muy importante y hace que el bracket metálico haga que los dientes se asienten en la posición deseada, ya que cuando se ajusta el alambre en diferentes lugares, los ortodoncistas guían los dientes en la dirección que quieren.

### Brackets de cerámica
Son de gran calidad y no tienen los inconvenientes de los de plástico, aunque su coste es mayor. Están fabricados en materiales mucho más claros que los metálicos, por lo que pasan más desapercibidos. Además, el alambre que conecta los brackets puede ser del color de los dientes, por lo que estéticamente es otro plus para que no se noten tanto. Su funcionamiento y lógica de fuerzas es igual que los aparatos tradicionales. 
Los brackets de cerámica pueden estar hechos de diferentes materiales. Los más usuales son los fabricados en porcelana, aunque los de zafiro van ganando adeptos. El zafiro es un material de fabricación mejor, pero más caro.

### Brackets estéticos
Se pueden encontrar diversos materiales con los que se elaboran apliques estéticos de: plástico, cerámica, zafiro o policarbonato, siendo los de zafiro más resistentes y no se manchan, al contrario de los de cerámica. El arco debe ser metálico.

### Brackets camaleón
Son transparentes y permiten la reducción de la fricción con la consecuente reducción de la duración de la totalidad del tratamiento, así como la reducción del tiempo que pasa un paciente en el sillón de la clínica.

### Brackets linguales
Se colocan en la cara palatina y lingual de los dientes, por lo que no son visibles, aunque se utilicen aparatos metálicos. El proceso de funcionamiento, que es similar al de los brackets tradicionales, puede suponer al principio una mayor incomodidad en el paciente, aunque gracias a los avances tecnológicos esto ya no es así, aunque los brackets linguales estén en continuo contacto con la lengua. Sin embargo, y al igual que ocurre con la ortodoncia tradicional, el paciente se acostumbra a esa sensación tras un pequeño periodo de adaptación.
Los brackets linguales pueden ser de medidas preestablecidas o hechos a medida. Los hechos a medida son más caros, como es lógico. 
Las ventajas de la ortodoncia lingual es que es prácticamente invisible desde fuera, y que no se corre el riesgo de manchar la cara visible de los dientes después de finalizar el tratamiento. Dentro de sus inconvenientes, hay que recalcar que la higiene bucal resulta más complicada, son más caros y resulta más complicado hablar correctamente.

### Brackets o frenos de autoligado Damon
Estos apliques autoligables se diferencian de los convencionales en que no es necesaria la instalación de ligaduras para fijar los arcos a los brackets, lo cual proporciona un movimiento dentario más confortable y más rápido, obteniéndose tratamientos más cortos y con citas más espaciadas en el tiempo. Además, la mejoría en la estética facial y de la sonrisa es realmente sobresaliente con este tipo de aparatología.

## Ortodoncia transparente
La ortodoncia transparente es un sistema de ortodoncia basado en el uso de aparatologías  secuenciadas y transparentes  (AST),  individualizadas, removibles, cuya fabricación termoplástica al vacío, se basa en la planificación previa de los objetivos de tratamiento de forma computerizada (planificación virtual mediante un software) o no computarizada (set up de encerado). Es una alternativa real a las técnicas de aparatología fija con brackets, para conseguir la corrección efectiva y eficaz de todas las maloclusiones dentoalveolares, y una terapéutica ortodóncica válida para la preparación previa a la cirugía ortognática. No debe ser denominada "invisible", puesto que se puede ver, así como un cristal también puede ser visto, y también son visibles, aunque camufladas por lingual, las otras técnicas linguales. Las principales ventajas de este sistema terapéutico de ortodoncia transparente frente a otros son la estética, la mejoría en la higiene oral y la mayor comodidad para el paciente.